# 瓦內塔 (佛羅里達州)
瓦內塔（英語：Wahneta）是位於美國佛羅里達州波爾克縣的一個人口普查指定地區。

## 地理
瓦內塔的座標為27°57′13″N 81°43′45″W / 27.95361°N 81.72917°W，而該地最高點為海拔高度40米（即131英尺）。

## 人口
根據2010年美國人口普查的數據，瓦內塔的面積為6.30平方千米，當中陸地面積為6.30平方千米，而水域面積為0.00平方千米。當地共有人口4731人，而人口密度為每平方千米750人。